# ロングライフ牛乳

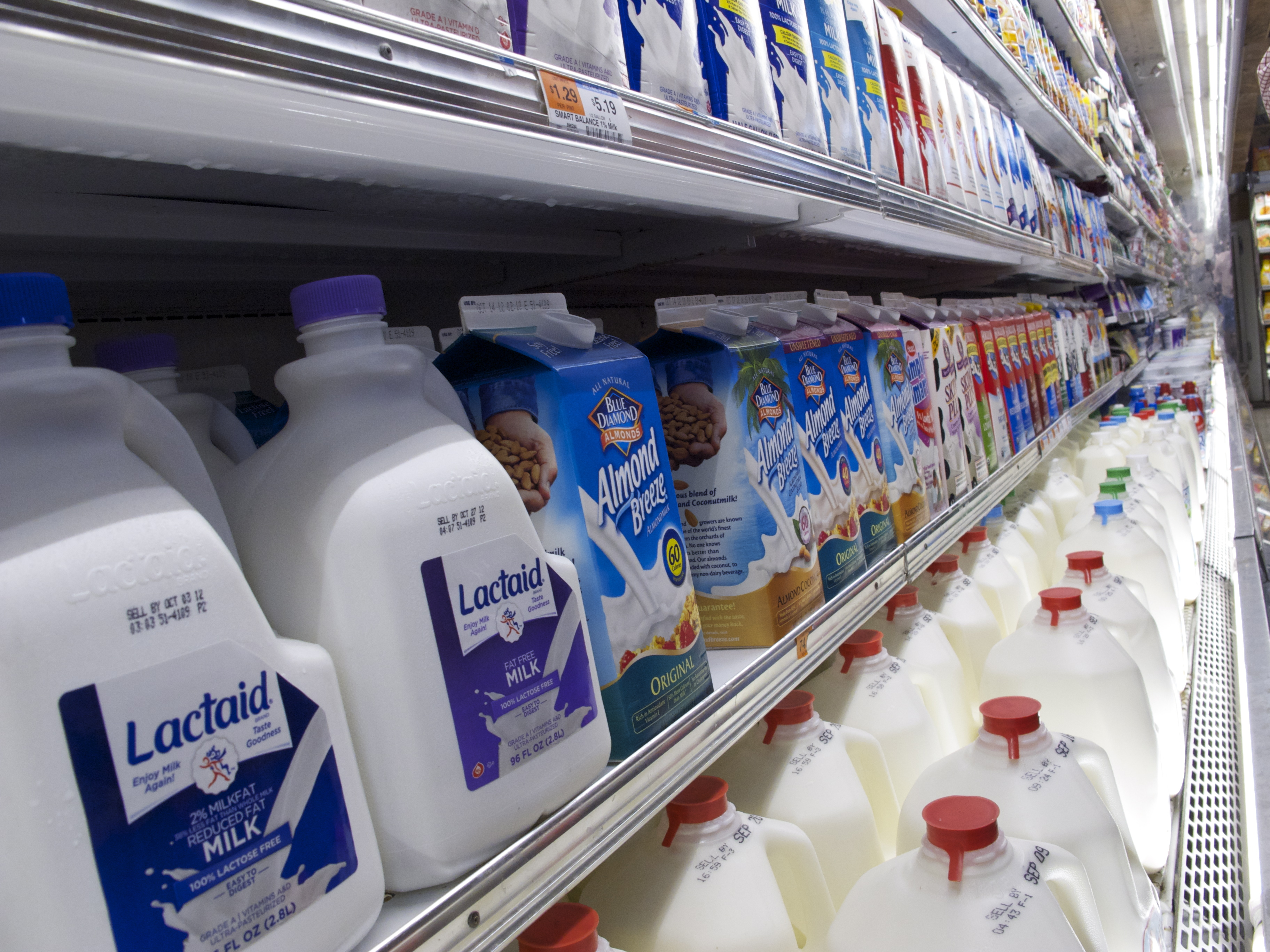
常温保存専用のボトルで販売されているようす

ロングライフ牛乳（ロングライフぎゅうにゅう）とは、牛乳をUHT法で殺菌することで生産される牛乳。気密性の高いアルミコーティング紙パックやプラスチック容器などに無菌的に充填包装することで、未開封の状態で3か月程度、常温保存することが可能である。

## 概要
一般的な牛乳は、開封前、開封後とも10℃以下で冷蔵する必要がある。一方でロングライフ牛乳（常温保存可能品）は、冷蔵での保管は勿論、未開封の状態では60日間の常温保存が可能である。常温とは、「夏期において外気温を超えない温度」と定められている。なお、開封後は普通の牛乳と同様に、10℃以下に冷蔵して、早めに消費する必要がある。要冷蔵の牛乳と栄養には差がない。保存料などの添加物は一切使われていない。

## 文化
ロングライフ牛乳は主にヨーロッパで広く普及している。フランス、スペイン、ポルトガルなどで消費されている牛乳はほとんどがロングライフ牛乳である。またドイツ、スイス、イタリアなどでは半分ほどが、消費される牛乳のうちロングライフ牛乳が占める。
日本では1970年代に大手の牛乳メーカーが開発に乗り出したが、様々な側面から消費者団体による反対運動が起こり普及することはなかった。あまり見かけることができないが、奄美群島の学校給食で提供されていた。熊本県のらくのうマザーズの生乳100％を使用した成分無調整牛乳は日本でも数少ないロングライフ牛乳である。
東日本大震災以降、災害備蓄品や被災地への救援物資としてロングライフ食品への関心が高まり、ロングライフ牛乳を始めとしたロングライフ食品を開発・製造する企業が増えてきている。